# 2+2=5 (chanson)
Pour l'expression, voir 2 + 2 = 5.
Singles de Radiohead
Go to Sleep
(2003) Jigsaw Falling into Place
(2008)
Pistes de Hail to the Thief
Sit Down, Stand Up
2 + 2 = 5 est une chanson de Radiohead, groupe de rock alternatif anglais. Sortie en tant que troisième single du sixième album du groupe, Hail to the Thief, elle a atteint la 15e position dans les charts anglaises et la 2e position des charts canadiennes.

## Paroles et composition
Le titre de la chanson est une référence au livre 1984 de George Orwell. Dans le livre, le monde est séparé entre trois super-États totalitaires dans lesquels on substitue la conscience des gens par une Doublepensée, contrôlant et prévoyant ainsi leur faits et leurs gestes. À la fin du roman, l'individualité, l'humanité du personnage principal est démolie, et il avoue après son conditionnement que 2 et 2 font 5, sur la foi d'un dirigeant, prouvant qu'il a perdu toute liberté de pensée.
Avec les paroles « Ils saluent tous le voleur, moi non » (All hail to the thief, but I'm not) et « Ne remet pas en question mon autorité » (Don't question my authority), de nombreux critiques musicales affirment que la chanson porte également sur l'élection très controversée de George W. Bush en 2000. Le groupe a vigoureusement nié cette accusation, affirmant dans une interview qu'« Il serait trop facile pour nous d'insulter George Bush ».
Le groupe a donné des sous-titres aux chansons de Hail to the Thief. Le sous-titre de 2 + 2 = 5 est « The Lukewarm » (Le tiède), et le chanteur Thom Yorke l'a mentionné comme une référence aux œuvres de Dante.

## Liste des titres
- CD Single promotionnel CDRDJ6623

1. 2 + 2 = 5 - 3:21

- Double CD Single

CD 1 CDR6623
1. 2 + 2 = 5 - 3:21
2. Remyxomatosis (Christian Vogel RMX) - 5:07
3. There There (première démo) - 7:43

CD 2 CDRS6623
1. 2 + 2 = 5 - 3:21
2. Skttrbrain (Four Tet remix) - 4:26
3. I Will (Los Angeles version) - 2:14

- Vinyle 12" 12RDJWL6623

1. 2 + 2 = 5 - 3:21
2. Sktterbrain (Four Tet remix) - 4:26
3. Remyxomatosis (Christian Voge RMX) - 5:07

- DVD DVDR6623

1. 2 + 2 = 5 - 3:21
2. Sit Down Stand Up (Vidéo de Ed Holdsworth)
3. The Most Gigantic Lying Mouth of All Time (excerpt)

## Charts
| Charts (2003)       | Plus haute position |
| ------------------- | ------------------- |
| Canadian Hot 100    | 2                   |
| FIMI Singles Chart  | 12                  |
| UK Singles Chart    | 15                  |
| Irish Singles Chart | 36                  |
| SNEP top 100        | 64                  |
| Dutch Top 40        | 99                  |